# Kuifmoortiran
De kuifmoortiran (Knipolegus lophotes) is een zangvogel uit de familie Tyrannidae (tirannen).

## Verspreiding en leefgebied
Deze soort komt voor van het zuidelijke deel van centraal en zuidoostelijk Brazilië tot Uruguay en noordoostelijk Paraguay.

## Status
De grootte van de populatie is niet gekwantificeerd maar de soort wordt omschreven als vrij algemeen. Op de Rode lijst van de IUCN heeft deze soort de status niet bedreigd.